# Hermann Otto Solms
Hermann Otto Prinz zu Solms-Hohensolms-Lich, dit Hermann Otto Solms, né le 24 novembre 1940 à Lich, est un homme politique allemand membre du Parti libéral-démocrate (FDP).
Il a été vice-président du Bundestag et est trésorier fédéral du FDP, après avoir été président du groupe parlementaire libéral pendant les années 1990.

## Éléments personnels

### Formation
En 1960, il obtient son Abitur, puis effectue son service militaire dans la Bundeswehr. Celui-ci achevé, il suit une formation d'employé de banque, et décroche un diplôme en 1964. Cette année-là, il commence des études de sciences économiques à l'université Johann Wolfgang Goethe de Francfort-sur-le-Main, qu'il poursuit à l'université de Giessen, et termine à l'université d'État du Kansas, où il passe avec succès son diplôme d'économiste en 1969.

### Carrière
Un an plus tard, il devient assistant de recherche à l'Institut d'études en gestion agricole de l'université de Giessen, puis est nommé secrétaire personnel de Liselotte Funcke, vice-présidente libérake du Bundestag, en 1973.
En 1975, il obtient un doctorat d'agriculture. À partir de l'année suivante, il travaille comme consultant indépendant.

### Vie privée
Issu de la Maison de Solms, il est marié, père de trois filles, et protestant. Il est un frère cadet du prince Philipp Reinhard de Solms-Hohensolms-Lich (1934−2015).

## Parcours politique

### Au sein du FDP
Il adhère au Parti libéral-démocrate (FDP) en 1971, et en prend la présidence dans l'Arrondissement de Giessen en 1976 pour treize ans. En 1987, il est désigné trésorier fédéral du parti et entre alors au comité directeur et à la présidence du FDP. Il renonce à ce poste en 1999, mais le retrouve cinq ans plus tard.

### Au sein des institutions
En 1980, il est élu député fédéral de Hesse au Bundestag, et devient vice-président du groupe FDP en 1985.
Hermann Otto Solms est élu président du groupe libéral le 15 janvier 1991, après vingt-trois ans de présidence de Wolfgang Mischnick. Il occupe ce poste jusqu'au 26 octobre 1998, lorsqu'il est remplacé par le président du FDP, Wolfgang Gerhardt. Ce même jour, il est désigné vice-président du Bundestag sur proposition du groupe FDP. Systématiquement reconduit depuis, il est porté en 2009 à la présidence du groupe de travail du groupe libéral sur l'économie et les finances.